# Metropolregion Savannah
Die Metropolregion Savannah (engl.: Savannah metropolitan area) ist eine Metropolregion im Südosten des US-Bundesstaates Georgia. Sie stellt eine durch das Office of Management and Budget definierte Metropolitan Statistical Area (MSA) dar und umfasst die Countys Bryan, Chatham und Effingham. Den Mittelpunkt des Verdichtungsgebietes stellt die Stadt Savannah dar.
Zum Zeitpunkt der Volkszählung von 2020 hatte das Gebiet 404.798 Einwohner.